# Chrotomys
A Chrotomys az emlősök (Mammalia) osztályának a rágcsálók (Rodentia) rendjébe, ezen belül az egérfélék (Muridae) családjába tartozó nem.

## Rendszerezés
A nembe az alábbi 5 faj tartozik:
- Gonzales-csíkospatkány (Chrotomys gonzalesi) Rickart & Heaney, 1991
- mindorói csíkospatkány (Chrotomys mindorensis) Kellogg, 1945
- Chrotomys sibuyanensis Rickart, Heaney, Goodman & Jansa, 2005
- sötét mocsáripatkány (Chrotomys silaceus) Thomas, 1895
- Whitehead csíkospatkány (Chrotomys whiteheadi) Thomas, 1895 – típusfaj